# Phylacteophaga rubida
Phylacteophaga rubida – gatunek błonkówki z rodziny Pergidae.

## Taksonomia
Phylacteophaga rubida został opisany w 1970 roku przez Edgara Rieka. Jako miejsce typowe podano miejscowość Mount Gravatt w stanie Queensland. Lektotyp (samica) został wyznaczony w 1983 roku przez Iana Naumanna.

## Zasięg występowania
Gatunek ten występuje w Australii. Notowany w stanie Queensland.

## Biologia i ekologia
Rośliną żywicielską jest Lophostemon confertus z rodziny mirtowatych.